# Fleg
Pour les articles homonymes, voir Daigle.
Christian Daigle, plus connu sous son pseudonyme Fleg, est un caricaturiste québécois né en 1963 à Lévis (Canada) et mort le 1er août 2025 à Québec. Il est surtout renommé pour ses caricatures éditoriales pour le quotidien Le Soleil de 2002 à 2011 ainsi que pour le portail internet Yahoo! Québec de 2010 à 2025.

## Biographie
Christian Daigle, alias Fleg, effectué une formation de graphiste. Il la termine au Cégep de Rivière-du-Loup en 1985. 
Il mène aussi une carrière d’illustrateur et de caricaturiste. Ses dessins éditoriaux ont été publiés sur le portail Internet de Yahoo! Québec de 2010 à 2015. À titre de caricaturiste-collaborateur, il publie dans le quotidien Le Soleil de Québec de 2002 à 2011.
Il travaille dans plusieurs entreprises situées à Québec dans le domaine du jeu vidéo comme illustrateur-concepteur. 
Il pratique la sculpture avec argile (voir le buste de Aislin qu'il a réalisé) et sur neige. Il participe à plusieurs concours provinciaux et nationaux de sculpture sur neige, dont plusieurs prix et mentions et participations à des symposiums internationaux au pays.
En 1979 et en 1980, il obtient le premier Prix du concours « Les Jeunes Cartoonistes », décerné par le Pavillon international de l’humour de Terre des hommes. L'intérêt de Fleg pour la caricature commence au début des années 1980 avec la rencontre de Robert LaPalme.
En 2012, il participe à l’exposition « La fin du monde… en caricature! » au Musée McCord à Montréal.
Il est membre de l’Association canadienne des dessinateurs d’éditoriaux depuis 2003 et en est le vice-président de 2008 à 2012. En 2013, il participe pour la première fois à l'exposition annuelle 1001 Visages comme Invité d'honneur.
Il est originaire de Saint-Romuald, sur la Rive-Sud de Québec.
Le 15 juillet 2025, Fleg annonce sur Facebook son retrait du monde de la caricature : un an plus tôt suite à une chirurgie pour lui retirer la vésicule biliaire, il reçoit un diagnostic de cancer du pancréas stade 4.
Fleg meurt à l'âge de 62 ans à l'Hôtel-Dieu de Québec le 1er août 2025 des suites de ce cancer du pancréas,.

## Publications

### Caricature

#### Presse imprimée
- 2002 à 2011  : quotidien Le Soleil, Québec.
- depuis 2015 : quotidien Le Devoir (occasionnellement)

#### Presse électronique
- 2010 à aujourd'hui : portail Internet Yahoo! Québec.

## Expositions

### Collectives
- 2012 : La fin du monde… en caricature !, Musée McCord, Montréal[4], [5], [6] ;
- 2013 : 1001 Visages, sous le thème Les Bêtes de l'humour, salle communautaire, Val-David ;
- 2014 : 1001 Visages, sous le thème La Caricature par la bande... dessinée, salle communautaire, Val-David.

## Distinctions
- 1979 : Premier Prix du concours « Les Jeunes Cartoonistes », décerné par le Pavillon international de l’humour de Terre des hommes (un recueil d'essais autobiographiques d'Antoine de Saint-Exupéry) ;
- 1979 : Prix J.W. Bengough ;
- 1980 : Premier Prix du concours « Les Jeunes Cartoonistes », décerné par le Pavillon international de l’humour de Terre des hommes (un recueil d'essais autobiographiques d'Antoine de Saint-Exupéry) ;
- 1980 : Prix Albéric Bourgeois ;
- 2013 : Invité d'honneur, Exposition 1001 Visages ;
- 2014 : Mention d’honneur au Concours international d’arts visuels Juste pour rire 2014 à la Place des Arts de Montréal[7].